# Matteo II da Correggio

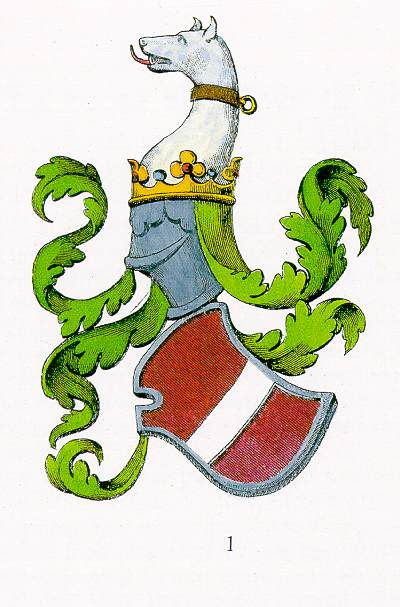
Antico stemma Da Correggio

Matteo II da Correggio (Correggio, ... – 1215 circa) è stato un politico italiano, signore di Correggio assieme ai fratelli Frogerio II e Tommaso.

## Biografia
Era figlio di Alberto II.
Ricoprì l'incarico di podestà di numerose città: Bologna dal 1196 al 1197, Parma nel 1203, Pisa nel 1208 e Cremona nel 1210, dove Matteo prevalse sul podestà rivale Guglielmo Mastalia, grazie all'arbitrato del vescovo Sicardo.
Nel 1221 fu tra gli ambasciatori presso l'imperatore Federico II di Svevia a chiedere la conferma dei privilegi per la città di Parma, presso la quale la famiglia ottenne cittadinanza.
Morì dopo il 1215.

## Discendenza
Ebbe un figlio, Frogerio II, podestà